# Юго-Восточный административный округ
Юго-Восточный административный округ (ЮВАО) — один из 12 административных округов города Москвы. Включает в себя 12 районов. Код ОКАТО — 45 290 000 000.

## Характеристика округа
Юго-восток Москвы исторически был рабочей окраиной. Здесь сосредоточен большой промышленный потенциал: Московский нефтеперерабатывающий завод, автозавод «Москвич» (АЗЛК) и технополис «Москва», и многие другие. В связи с этим, а также с традиционной для Москвы западной розой ветров, Юго-Восточный округ считается некоторыми специалистами экологически неблагоприятным. В то же время в округе есть реки и пруды, много зелёных зон, крупных парков и скверов: Кузьминский парк — Люблинский парк, Парк имени Шкулёва,  Лефортовский парк, Парк имени 850-летия Москвы и др.

## Население
| 2002       | 2009       | 2010       | 2012       | 2013       | 2014       | 2015       |
| ---------- | ---------- | ---------- | ---------- | ---------- | ---------- | ---------- |
| 1 109 121  | ↗1 153 845 | ↗1 318 885 | ↗1 328 648 | ↗1 338 695 | ↗1 352 303 | ↗1 363 859 |
| 2016       | 2017       | 2018       | 2019       | 2020       | 2021       | 2023       |
| ↗1 380 668 | ↗1 385 385 | ↗1 405 650 | ↗1 418 430 | ↗1 433 828 | ↗1 492 257 | ↗1 505 836 |
| 2024       |            |            |            |            |            |            |
| ↗1 515 787 |            |            |            |            |            |            |

### Национальный состав
По итогам переписи населения 2020 года проживали следующие национальности (национальности менее 0,1 % и другое, см. в сноске к строке «Другие»):
| Национальность | Численность, чел. | Доля     |
| -------------- | ----------------- | -------- |
| Русские        | 833 192           | 55,83 %  |
| Татары         | 9513              | 0,64 %   |
| Армяне         | 7202              | 0,48 %   |
| Украинцы       | 5444              | 0,36 %   |
| Азербайджанцы  | 4994              | 0,33 %   |
| Узбеки         | 3290              | 0,22 %   |
| Киргизы        | 3020              | 0,20 %   |
| Таджики        | 2960              | 0,20 %   |
| Грузины        | 2473              | 0,17 %   |
| Белорусы       | 1606              | 0,11 %   |
| Другие         | 618 563           | 41,46 %  |
| Итого          | 1 492 257         | 100,00 % |

## Руководство префектуры
С 1991 по 2015 годы префектом Юго-Восточного округа являлся Владимир Борисович Зотов. После отставки мэра Москвы Юрия Лужкова с 29 сентября 2010 года он стал временно исполняющим обязанности префекта, хотя формальный приказ об этом был подписан новым мэром Сергеем Собяниным только 1 ноября.
C 11 ноября 2010 года В. Б. Зотов переназначен на должность префекта ЮВАО «на срок полномочий мэра». 7 апреля 2015 года Указом мэра Москвы № 27-УМ префектом Юго-Восточного округа был назначен Андрей Владимирович Цыбин, ранее занимавший должность руководителя Департамента жилищно-коммунального хозяйства и благоустройства города Москвы.

### Программа взаимодействия со старшими по домам и подъездам
По инициативе префектуры ЮВАО 31 июля 2009 года была создана Окружная Ассоциация старших по домам и подъездам Юго-Восточного административного округа города Москвы. В 2010 году этот список дополнился молодой «Ассоциацией самоуправления жилого фонда Лефортово», изъявившей желание вступить в окружную ассоциацию.

## Районы округа
| №  | Название района | Соответствующий муниципальный округ | Площадь, га | Население | Плотность населения, чел. / км² | Площадь жилого фонда (на 01.01.2008), тыс. м² |
| -- | --------------- | ----------------------------------- | ----------- | --------- | ------------------------------- | --------------------------------------------- |
| 1  | Выхино-Жулебино | Выхино-Жулебино                     | 1497        | ↘241 326  | 16 120,64                       | 3490                                          |
| 2  | Капотня         | Капотня                             | 806         | ↘32 161   | 3990,2                          | 412                                           |
| 3  | Кузьминки       | Кузьминки                           | 815         | ↘139 880  | 17 163,19                       | 2265                                          |
| 4  | Лефортово       | Лефортово                           | 906         | ↗109 711  | 12 109,38                       | 1396                                          |
| 5  | Люблино         | Люблино                             | 1741        | ↗184 071  | 10 572,72                       | 2986                                          |
| 6  | Марьино         | Марьино                             | 1198        | ↗272 278  | 22 727,71                       | 4735                                          |
| 7  | Некрасовка      | Некрасовка                          | 1147        | ↗112 860  | 20 225,81                       | 268                                           |
| 8  | Нижегородский   | Нижегородский                       | 753         | ↗50 637   | 6724,7                          | 646                                           |
| 9  | Печатники       | Печатники                           | 1789        | ↘89 544   | 5005,25                         | 1369                                          |
| 10 | Рязанский       | Рязанский                           | 649         | ↗108 657  | 16 742,22                       | 1843                                          |
| 11 | Текстильщики    | Текстильщики                        | 591         | ↘101 550  | 17 182,74                       | 1569                                          |
| 12 | Южнопортовый    | Южнопортовый                        | 453         | ↗73 112   | 16 139,51                       | 1340                                          |

Крупнейший по населению и плотности населения район округа — Марьино (наименьший по населению и по плотности населения — Капотня).
Крупнейший по площади — Печатники, а наименьший — Южнопортовый.

## Транспорт
По территории округа проходят автобусные и трамвайные маршруты.
Через округ проходят участки  Таганско-Краснопресненской,  Люблинско-Дмитровской,  Калининской,  Некрасовской линий метро и  Московского центрального кольца.
С севера на юг через центр города проходит Курское направление МЖД и линия  МЦД-2, по северной границе ЮВАО расположены станции Горьковского и Казанского направлений МЖД.

## Религия

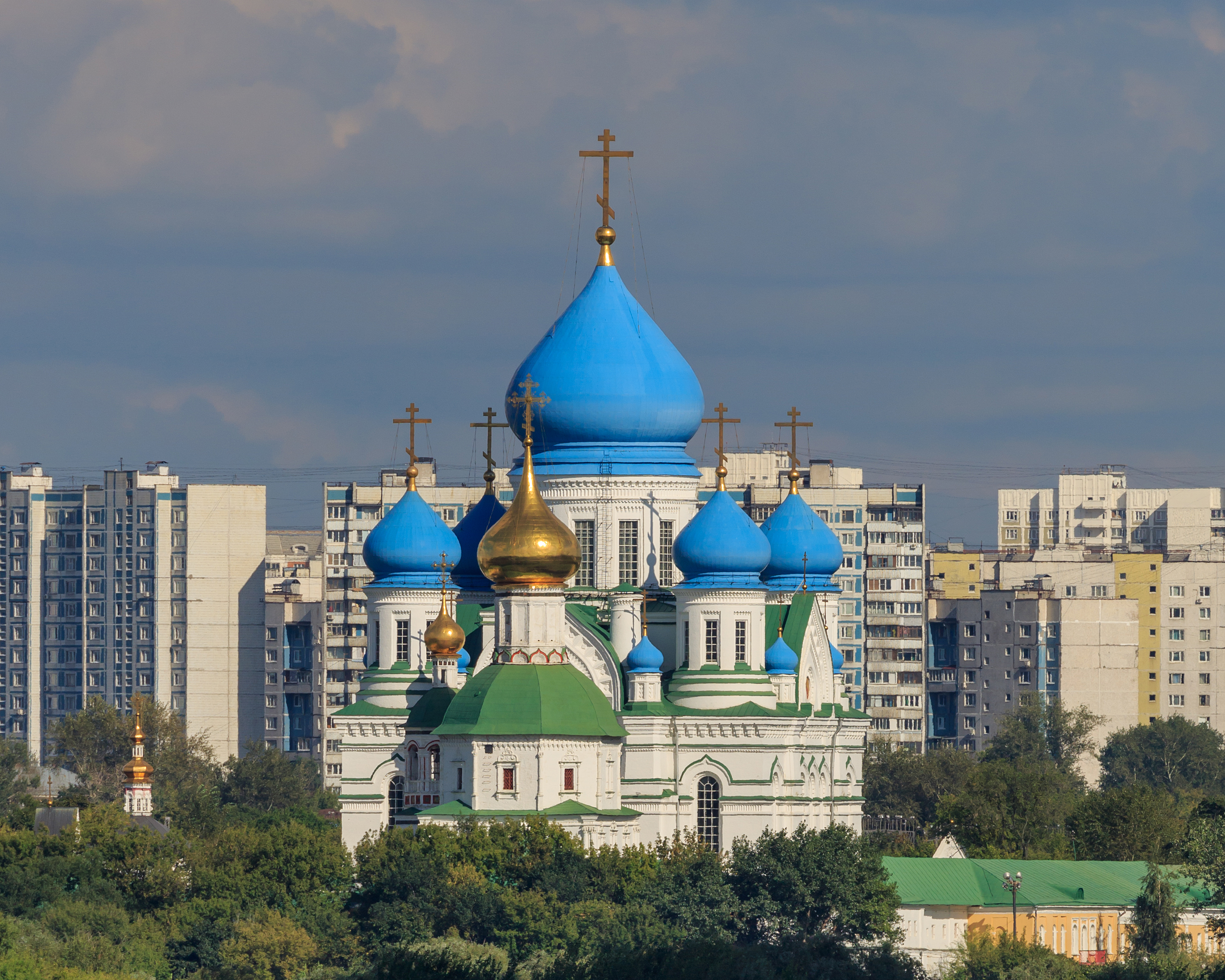
Николо-Перервинский монастырь

На территории округа находится 12 православных храмов и бывший мужской Николо-Перервинский монастырь, с 1995 года имеющий статус Патриаршего подворья, объединённых в Юго-восточное викариатство города Москвы. Викариатство делится на два благочиния. Храмы районов Некрасовка, Выхино-Жулебино, Кузьминки, Люблино, Марьино, Капотня входят в состав Влахернского благочиния. Остальные храмы входят в состав Петропавловского благочиния.
На территории округа на месте бывшего компактного поселения Рогожский посёлок в Нижегородском районе находится Духовный центр старообрядческой православной церкви России.